# Ван-Найс (Калифорния)
Ван-Найс (англ. Van Nuys) — район в долине Сан-Фернандо, Лос-Анджелес, Калифорния, США. Согласно статистическому отчету за 2008 год, население района составляет 110 747 человек.

## История
Ван-Найс был основан в 1911 году и назван в честь предпринимателя Исаака Ньютона Ван Найса, одного из своих основателей. В районе находилась новая начальная остановка трамвайной линии Сан-Фернандо сети Pacific Electric, которая поспособствовала раннему коммерческому успеху района.
После строительства в Ван-Найсе здания ратуши, район становится административным центром долины. Здание выполнено в стиле Ар-деко и является памятником архитектуры.
В 1991 году член городского совета Лос-Анджелеса Марвин Брауде отделил часть территории Ван-Найса, состоящую из 45-ти кварталов, в пользу района Шерман-Окс. Данное решение было вызвано петицией местных жителей, обратившихся к Брауде. Инициативная группа утверждала, что до введения ZIP-кодов в 1960-х годах, данный участок входил в состав Шерман-Окс.

## География
На севере Ван-Найс граничит с Норт-Хилсом, на северо-востоке с Панорама-Сити, на востоке с Валли-Гленом, на юге с Шерман-Оксом, на юго-западе с Сепулведой, на западе с озером Бальбоа и на северо-западе с Нортриджем.

## Государственные службы
В Ван-Найсе находится полицейский участок Van Nuys Community Police Station Департамента полиции Лос-Анджелеса и четыре станции Пожарного управления Лос-Анджелеса: Station 39 (Ван-Найс), Station 90 (Аэропорт Ван-Найс), Station 100 (Западный Ван-Найс/Озеро Бальбоа), и Station 102 (Южный Ван-Найс/Велли Глен).
Район обслуживают два почтовых отделения Почтовой службы США — «Почтовое отделение административного центра Ван-Найса» на бульваре Ван-Найс и «Почтовое отеделение Ван-Найса» на Шерман-Уэй в соседнем районе Озеро Бальбоа.
В Ван-Найсе находится региональное отделение Бюро переписи населения США и отделение Управления социального обеспечения людей с нарушениями в развитии.

## Парки
«Зона отдыха Ван-Найс» включает в себя территорию для барбекю, спортивный зал, освещенные площадки для игры в бейсбол, баскетбол, гандбол, футбол и теннис, детскую площадку и столы для пикника.
В Делано-парке Ван-Найса есть аудитория, территория для барбекю, освещенные площадки для бейсбола, баскетбола, футбола и гандбола, крытый спортивный зал, детская площадка и столы для пикников.

## Транспорт
В районе находится аэропорт авиации общего назначения Ван-Найс. Ближайший коммерческий аэропорт — Аэропорт Боба Хоупа в Бербанке. До международного аэропорта Лос-Анджелеса ходит автобус службы FlyAway.
Через Ван-Найс проходит оранжевая ветка Метрополитена Лос-Анджелеса и здесь находится три станции — Ван-Найс, Сепулведа и Вудли.

## Экономика
С 1947 по 1992 годы в Ван-Найсе работал завод General Motors, на котором производили Chevrolet Impala, Chevrolet Corvair, Chevrolet Nova и Chevrolet Camaro. Ребеджинговые версии этих автомобилий тоже производились здесь. В связи с повышенным загрязнением воздуха в Лос-Анджелесе и снижением доли рынка General Motors, завод был закрыт.
Известная студия звукозаписи Sound City находится здесь. В Ван-Найсе, как и в Чатсворте, базируется множество порнографических студий.